# Леди поёт блюз
«Леди поёт блюз» (англ. Lady Sings the Blues) — кинофильм о легендарной джаз-певице Билли Холидей, основанный на одноимённой автобиографической книге 1956 года. Дата релиза фильма — 12 октября 1972 года. Киноленту продюсировал Motown Productions, а дистрибьютором выступила компания Paramount Pictures. Главную роль в картине сыграла известная певица Дайана Росс, номинировавшаяся за эту роль на премии Оскар, Золотой глобус и BAFTA как лучшая актриса. Сценарий к фильму адаптировали Крис Кларк, Сюзан Ди Пасс и Теренс Макклой. Фильм претендовал на 5 кинонаград Оскар, но ни одной не получил. В том же году лейбл Motown выпустил двойной музыкальный альбом «Lady Sings the Blues» с саундтреками к фильму. Альбом стал одним из лучших в 1973 году в рейтинге Billboard 200.

## Сюжет
В фильме рассказана биография известной джазовой певицы Билли Холидей, которая умерла в 1959 году от цирроза печени, вызванного продолжительным злоупотреблением наркотиками и алкоголем.

## В ролях
- Дайана Росс — Билли Холидей
- Билли Ди Уильямс — Луис Маккей
- Ричард Прайор — пианист
- Сид Мелтон — Джерри
- Пол Хэмтон — Гарри
- Джеймс Каллахан — Редж Хэнли
- Изабель Санфорд — хозяйка пансиона